# Zarzecze (powiat Przeworski)
Zarzecze is een dorp in het Poolse woiwodschap Subkarpaten, in het district Przeworski. De plaats maakt deel uit van de gemeente Zarzecze en telt 1400 inwoners.